# I liga polska w futsalu (1997/1998)
I liga polska w futsalu 1997/1998 – czwarta edycja najwyższych w hierarchii rozgrywek klubowych polskiej ligi futsalu. Tytuł Mistrza Polski wywalczył Cuprum Polkowice.

## Tabela
Źródło:
| Lp.    | Drużyna                          | M  | Z  | R | P  | Bramki | Bramki | Różn. | Pkt. | Uwagi           |
| ------ | -------------------------------- | -- | -- | - | -- | ------ | ------ | ----- | ---- | --------------- |
| złoto  | Cuprum Polkowice                 | 20 | 16 | 1 | 3  | 133    | 81     | +52   | 49   | złoto           |
| srebro | Mistreated Jaworzno              | 20 | 14 | 3 | 3  | 114    | 75     | +39   | 45   |                 |
| brąz   | Goldenmajer Kraków               | 20 | 12 | 5 | 3  | 136    | 75     | +61   | 41   |                 |
| 4      | Radio Flash Katowice             | 20 | 12 | 4 | 4  | 98     | 69     | +29   | 40   |                 |
| 5      | Cynk-Mal Legnica                 | 20 | 9  | 5 | 6  | 83     | 83     | 0     | 32   |                 |
| 6      | P.A. Nova Gliwice                | 20 | 9  | 0 | 11 | 94     | 77     | +17   | 27   |                 |
| 7      | Sedtex Gliwice                   | 20 | 5  | 4 | 11 | 76     | 92     | -16   | 19   |                 |
| 8      | Lipnik Bielsko-Biała             | 20 | 5  | 3 | 12 | 67     | 102    | -35   | 18   |                 |
| 9      | Stolbud „Włoszczowa" Chorzów (b) | 20 | 5  | 1 | 14 | 100    | 98     | +2    | 16   | wyc. po sezonie |
| 10     | Centrum Bielsko Biała (b)        | 20 | 5  | 0 | 15 | 50     | 137    | -87   | 15   |                 |
| 11     | Jumi Lubin (b)                   | 20 | 4  | 2 | 14 | 62     | 124    | -62   | 14   | Spadek          |

- Mar-HO Knurów przed sezonem zmienił nazwę na Sedtex Gliwice (przejęcie licencji).
- Rancho-Amica Knurów przed sezonem zmienił nazwę na Radio-Flash Katowice (przejęcie licencji).
- TKKF Chorzów po I rundzie zmienił nazwę na Stolbut „Włoszczowa" Chorzów

## Najlepsi strzelcy
| Zawodnik            | Drużyna           | Bramki |
| ------------------- | ----------------- | ------ |
| Błażej Korczyński   | Telsport Katowice | 40     |
| Radosław Grądowski  | Cuprum Polkowice  | 36     |
| Krzysztof Filipczak | P.A. Nova Gliwice | 30     |

## Klasyfikacja medalowa mistrzostw Polski po sezonie
|   | Klub                 | złoto | srebro | brąz |
| - | -------------------- | ----- | ------ | ---- |
| 1 | P.A. Nova Gliwice    | 2     |        | 1    |
| 2 | Cuprum Polkowice     | 2     |        |      |
| 3 | Jard Gliwice         |       | 1      |      |
| 3 | Rekord Bielsko-Biała |       | 1      |      |
| 3 | Opał Gniezno         |       | 1      |      |
| 3 | Mistreated Jaworzno  |       | 1      |      |
| 4 | SUW-TOR Łódź         |       |        | 1    |
| 4 | Cynk-Mal Legnica     |       |        | 1    |
| 4 | Goldenmajer Kraków   |       |        | 1    |

## Źródła
- futsalekstraklasa.pl